# Golczowice (Klein-Polen)
Golczowice is een dorp in de Poolse woiwodschap Klein-Polen. De plaats maakt deel uit van de gemeente Klucze en telt 279 inwoners.